# Arles-i Szent Hilár
Arles-i Szent Hilár (latinul: Hilarius Arelatensis), (401 – 449. május 5.) Arles-i püspök, ókeresztény író
429 és 449 között Arelate püspöke volt Szent Honoratus utódaként. I. Nagy Leó pápával szemben védte érseki jogait. 430-ban egy panegyricust írt elődje, Homoratus tiszteletére. Néhány költemény maradt fenn a neve alatt, ezek: In Gensium ad Leonem papam, De evangelico. A De martyrio Maccabeorum szerzősége kérdéses, a verseket hexameterekben írta. Más munkái elvesztek.